# Nationale Rotkreuz- und Rothalbmond-Gesellschaft
Als nationale Rotkreuz- und Rothalbmond-Gesellschaften werden Organisationen bezeichnet, die in ihrem jeweiligen Heimatland als freiwillige Hilfsgesellschaften Aufgaben übernehmen, die sich aus den Genfer Konventionen und den Statuten der Internationalen Rotkreuz- und Rothalbmond-Bewegung ergeben. Zu diesen Aufgaben gehören vor allem die humanitäre Hilfeleistung im Fall von Kriegen und bewaffneten Konflikten sowie anderen Notfällen von großem Ausmaß wie Naturkatastrophen, die Organisation von Such- und Auskunftsdiensten für diese Situationen sowie die Verbreitung von Kenntnissen des humanitären Völkerrechts. In vielen Ländern mit mehrheitlich islamischer Bevölkerung verwenden die entsprechenden Organisationen anstelle des Symbols des Roten Kreuzes den Roten Halbmond und werden dementsprechend als nationale Rothalbmond-Gesellschaften bezeichnet. Wenn eindeutig erkennbar ist, dass der Kontext der Beschreibung einen Bezug zur Rotkreuz- und Rothalbmond-Bewegung hat, wird oft nur der Begriff nationale Gesellschaft verwendet. Auch die israelische Organisation Magen David Adom, die seit ihrer Gründung einen roten Davidstern als Emblem nutzt, wird in der Regel ohne weiteren Zusatz als nationale Gesellschaft Israels im Sinne des humanitären Völkerrechts und der Statuten der Rotkreuz- und Rothalbmond-Bewegung bezeichnet.

## Anerkennung
Entsprechend den in den Statuten der Internationalen Bewegung enthaltenen Grundsätzen kann es in jedem Land nur eine einzige nationale Rotkreuz- oder Rothalbmond-Gesellschaft geben. Eine Hilfsorganisation, die den Status einer nationalen Gesellschaft anstrebt, muss eine Reihe von Voraussetzungen erfüllen, die in den Statuten der Bewegung festgelegt sind. Eine wichtige Bedingung ist dabei die Anerkennung durch die Regierung des jeweiligen Heimatlandes. Weitere wichtige Grundsätze sind die rechtliche Unabhängigkeit der Organisation, die Verwendung eines der in den Genfer Konventionen und ihren Zusatzprotokollen definierten Symbole als Emblem, die Fähigkeit zur vollen Erfüllung der sich ergebenden Aufgaben, die unterschiedslose Aufnahme von Mitgliedern und die Respektierung des humanitären Völkerrechts sowie der Prinzipien der Bewegung. 
Von Seiten der Internationalen Rotkreuz- und Rothalbmond-Bewegung ist das Internationale Komitee vom Roten Kreuz (IKRK) für die Anerkennung zuständig. Jede anerkannte nationale Gesellschaft ist darüber hinaus Mitglied der Internationalen Föderation der Rotkreuz- und Rothalbmond-Gesellschaften. Derzeit (Stand September 2016) sind 190 nationale Gesellschaften anerkannt. Von diesen verwenden 152 das Rote Kreuz und 33 den Roten Halbmond als Emblem, Magen David Adom verwendet innerhalb der Grenzen Israels den Roten Davidstern und bei Auslandseinsätzen den Roten Kristall. Zwei weitere Organisationen, nämlich die nationalen Gesellschaften Eritreas und Tuvalus, haben derzeit Beobachter-Status in der Generalversammlung der Föderation.

## Organisation und Aufgaben
Jede nationale Gesellschaft ist, trotz ihrer formalen Unabhängigkeit, hinsichtlich ihrer Organisation und Tätigkeit an die Rechtslage in ihrem Heimatland gebunden. In vielen Ländern existieren deshalb spezielle Rotkreuz-Gesetze oder Verträge zwischen den Regierungen und der jeweiligen nationalen Gesellschaft, um die von der Bewegung geforderte volle Unabhängigkeit zu gewährleisten. Nationale Gesellschaften sind in der Regel als gemeinnützig tätige Organisationen anerkannt. Sie finanzieren ihre Arbeit vorwiegend durch staatliche Zuschüsse der Regierungen und Behörden ihrer jeweiligen Heimatländer, durch Einnahmen aus wirtschaftlicher Betätigung und durch Spenden von Privatpersonen, Firmen und anderen Institutionen.
Zu den sich aus dem humanitären Völkerrecht und den Statuten der Bewegung ergebenden Aufgaben zählen vor allem die humanitäre Hilfeleistung im Fall von bewaffneten Konflikten, Naturkatastrophen und ähnlichen Notfällen, die Organisation von Such- und Auskunftsdiensten für diese Situationen, sowie die Verbreitung der Kenntnisse des humanitären Völkerrechts. Die nationalen Gesellschaften können darüber hinaus freiwillig weitere Aufgaben im humanitären, medizinischen und sozialen Bereich übernehmen. Zu diesen Tätigkeitsfeldern gehören beispielsweise der Altenpflegedienst, die Kinderbetreuung und andere soziale Dienstleistungen, der Rettungsdienst, die Wasser- und Bergrettung oder das Blutspendewesen.

## Historische Aspekte
Die erste nationale Rotkreuz-Gesellschaft der Geschichte wurde im November 1863 im Königreich Württemberg in Form des Württembergischen Sanitätsvereins gegründet, im Januar 1864 folgte der Verein zur Pflege verwundeter Krieger im Großherzogtum Oldenburg. Aus beiden Vereinen entstanden später Landesverbände des Deutschen Roten Kreuzes. Weitere Gesellschaften folgten 1864 in Belgien, Preußen, Dänemark, Frankreich und Spanien. Das Schweizerische Rote Kreuz entstand am 17. Juli 1866, das Österreichische Rote Kreuz am 14. März 1880 und das Deutsche Rote Kreuz am 25. Januar 1921. Der Türkische Rote Halbmond als erste Rothalbmond-Gesellschaft der Geschichte wurde am 11. Juni 1868 gegründet.
Am 5. Mai 1919 entstand die Liga der Rotkreuz-Gesellschaften, die seit 1991 Internationale Föderation der Rotkreuz- und Rothalbmond-Gesellschaften heißt. Eine wichtige Aufgabe der Föderation ist die Koordination der Zusammenarbeit zwischen den nationalen Gesellschaften, sowie die Unterstützung bei der Gründung und dem Aufbau neuer nationaler Gesellschaften in Ländern, in denen noch keine entsprechende Gesellschaft existiert.